# 142
El año 142 (CXLII) fue un año común comenzado en domingo del calendario juliano, en vigor en aquella fecha.
En el Imperio romano el año fue nombrado el del consulado de Pactumeyo y Cuadrado, o menos frecuentemente, como el 895 ab urbe condita, siendo su denominación como 142 a principios de la Edad Media, al establecerse el anno Domini.

## Acontecimientos
- Se termina la construcción de la muralla de Antonino Pío en Britania.

## Nacimientos
- Papiniano, jurista romano.
- Liu Biao, funcionario y señor de la guerra chino.